# Gerardo Bianchi
Gerardo Bianchi (1220 - 1 de março de 1302), também chamado Gerardus Blancus, foi um cardeal italiano, Deão do Sagrado Colégio dos Cardeais.

## Biografia
Nascido em Torrile, região de Gainago, era filho de Alberto Bianchi, um lavrador, e sua esposa, Agnese. Seu primeiro nome também é listado como Gerardus e Gherardo, e seu último nome como Blancus..
Estudou na Universidade de Parma. Em 1245 ele já era um capelão papal. Cânone do capítulo da catedral de Parma. Protonotário apostólico ou auditor de cartas apostólicas. As boas relações entre sua família e o bispo Obizzo Fiechi, tio do Papa Inocêncio IV, favoreceram seu início de carreira. Foi nomeado auditor litterarum contradictarum em 1276.
Foi criado cardeal-padre no consistório de 12 de março de 1278, recebendo o título de Santos XII Apóstolos. Legado na França em 1278 para tentar negociar a paz com Castela, ele esteve em Toulouse e Bordeaux.
Passou para a ordem dos cardeais-bispos, recebendo a sé suburbicária de Sabina em 12 de abril de 1281. Legado na Sicília em 1282, juntamente com o conde Robert d'Artois, foi regente do reino na morte do rei Carlos I em 1285 até a libertação em 1289 do filho do falecido rei, Carlos II, que foi preso pelos aragoneses; ele parece ter desempenhado um papel importante na redação do Constitutiones super ordinatione Regni Sicilie, promulgado pelo Papa Honório IV em setembro de 1285.
Subscreveu bulas papais em 1288 a 1290. Em 23 de março de 1290, ele foi nomeado legado, com o cardeal Benedetto Caetani, seniore, ante os reis da Sicília e Aragão.. Nomeado Decano do Colégio dos Cardeais em 1297. Nomeado legado na Sicília novamente a partir de 1299-1301, para em vão tentar expulsar o rei Frederico II da ilha. Foi o fundador da abadia de Valserena.
Morreu em 1 de março de 1302, em Roma e foi sepultado na Basílica de São João de Latrão.

## Conclaves
- Eleição papal de 1280–1281 - participou da eleição do Papa Martinho IV
- Eleição papal de 1285 - não participou da eleição do Papa Honório IV
- Eleição papal de 1287–1288 - participou da eleição do Papa Nicolau IV
- Eleição papal de 1292–1294 - participou da eleição do Papa Celestino V
- Conclave de 1294 - participou da eleição do Papa Bonifácio VIII